# Флора (Winx Club)
Флора одна з головних персонажів у серіалі Winx Club.  Вона є членом-основником клубу Вінкс.

## Створення
Іджініо Страффі каже, що зовнішній вигляд Флори був частково заснований на образі Дженніфер Лопес.
В одному значенні, Флора - це богиня весни і квітів в Римській міфології. В іншому значенні, Флора - це рослинність певної місцевості. Флора обожнює рослини і володіє магією квітів і дерев, і ім'я у неї, відповідно, божественно-рослинне. Флора - мила скромна і добра.

## Зовнішність
У Флори довге волосся світло-коричневого кольору, зелені очі і смаглява шкіра. 
Флора любить носити одяг ніжно-рожевого кольору в поєднанні з зеленим.

## Біографія

### 1—3 сезон
Вперше з'являється в другій серії першого сезону «Ласкаво просимо в Магікс». Флора народилася 1 квітня на планеті Лінфея, де вся магія пов'язана з рослинами і природою. Магія землі - сила, що підкоряються Флорі, яка воліла боротися з ворогами мирним шляхом. По приїзду в Алфею Флора думала, що навряд чи зможе з ким-небудь подружитися. Але вона познайомилася з сусідкою по кімнаті Блум і її друзями. Кімната Флори усипана квітами, які вона вирощує і варить зілля для них. У першому сезоні у Флори не було ні найкращої подруги, ні хлопця. На другому курсі навчання в Алфеї вона зблизилася з Текною і Лейлою, хоча вони здаються дуже різними. Піксі Флори, Чатта - Піксі моди і спілкування, зустрівшись з Флорою, відразу розкрила дівчині всі свої секрети, що і поєднало їх. Тоді ж Флора познайомилася з Гелією, хлопцем, що присвятив життя природі і поезії, якого полюбила всім серцем. Правда, спочатку вона не була впевнена в його почуттях, хоча подруги її запевняли в тому, що Гелія любить її, адже він намалював її портрет і написав поему для неї. На уроках Флора стала постійно відволікалася і мріяла про хлопця, про те як вони одружаться. Дівчина вирішила написати йому листа з визнанням у своїх почуттях , але не зважилася вручити лист Гелії. У Містечку Піксі Флора поборола свою нерішучість і зізналася Гелії в любові, за що отримала Чармікс, хоча і останньою. Отримання Енчантікс відбувається на Лінфеї і пов'язане з порятунком молодшої сестри Флори, Міелі. Під час нападу Трікс малятко падає в річку, отруєну відьмою Дарсі. Флора хоробро кидається за сестрою. Їй вдається врятувати Міелі, уклавши її з останніх сил в чарівний міхур, але сама фея не може вибратися. Коли всі вирішують, що її більше немає, Флора отримує силу Енчантікс. За допомогою чарівного пилку Флора повертає до життя Чорну Іву та річку. Використовуючи сльози Верби, Вінкс звільняють Фарагонду від темного заклинання Валтора. Як і Блум, Флора не брала участь у випробуванні отримання водних зірок.

### 4—6 сезон
У 4 сезоні разом з іншими феями Вінкс Флора вирушає на Землю. Там вона знайомиться з Роксі - земною феєю природи та тварин. Вони рятують дівчину від магів Темного Кола. У 5 сезоні дівчата отримують силу Гармонікса для боротьби с Тританусом - кузеном Лейли. Потім вони отримують силу Сереніксу та Блуміксу.

## Рідна планета
Рідну планету Флори показують тільки в одній серії. Відразу видно, що це дуже гарна зелена планета з величезними квітами, деревами й комахами. На планеті є Місто Дерев, в якому заборонені сучасні технології, але судячи з тих пейзажів, які показують у серії, технології на цій планеті якщо й використовуються, то дуже мало. Як транспорт її жителі використовують гігантські листи, які ловлять вітер як дельтаплани, або величезних комах. А в одязі віддають перевагу квітковий стиль.
На Лінфії живе молодша сестра Міелі, яка у 6 сезоні піде до Квіткової Академії.

## Додаткові дані
Ім'я: Флора
Знак зодіаку: Дріада
Дата народження: 1 квітня 1995 року
Планета: Лінфія
Улюблений колір:  Ніжний рожевий
Найкращі подруги: Лейла та Стелла
Хлопець: Гелія
Піксі: Чатта
Селкі:  Дезірі
Магічна сила: Сила природи
Хобі: Садівництво і вивчення природи
Полюбляє: Гуляти на вулиці
Вік: 16 років (1 сезон)
        17 років (2 сезон)
        18 років (3 сезон)
        19 років (4 сезон)
        20 років (5 сезон)
        21 рік (6 сезон)
22 рік (7 сезон)
23 рік  ( Світ Вінкс)
24 рік    ( 8 сезон)